# Еутектичка тачка
Еутектик или еутектичка смеша је смеша две или више чврсте фазе при саставу који има најнижу тачку топљења, и где се фазе истовремено кристализују из течног растопа на тој температури. Однос фаза за одржавање еутектика се одређује применом правила полуге у еутектичкој тачки на бинарном фазном дијаграму. Термин долази од грч. eutektos, што значи лако топљив. Легуре са еутектичким саставом пролазе кроз еутектичку реакцију, тј. течна фаза очвршћују у више чврстих фаза.
Уравнотежени фазни дијаграм са десне стране приказује једноставни бинарни систем састављен од две компоненте, A i B, који има еутектичку тачку. Дијаграм показује релативну концентрацију компоненти А и B дуж X-осе, а температуру дуж Y-ose. Еутектичка тачка је тачка у којој течна фаза прелази директно у чврсту α + β фазу (чврста фаза састављена од A и B компоненте), што представља минималну температуру топљења за било коју могућу легуру од компоненти А и B. Температура, која одговара овој тачки, назива се еутектичка температура.
Сви бинарни системи немају еутектичку тачку. Неки системи формирају чврсти раствор при свим концентрацијама. Пример таквог система је злато-сребро. Систем легуре, који има еутектик, се често назива еутектички систем или еутектичка легура.
Чврсти продукти еутектичке трансформације могу се лако идентификовати помоћу њихове ламеларне структуре.

## Еутектоидна реакција
Еутектоидна реакција настаје када се једна чврста фаза директно трансформише у две, такође, чврсте фазе (γ→α+β). Типичан пример је реакција стварања перлита у челику: . На слици су приказане остале могуће реакције три фазе у бинарном систему.